# Tjumenj
Tjumenj (ruski: Тюме́нь) je grad u Rusiji. Upravno je središte Tjumenjske oblasti unutar Uralskog saveznog okruga.
Nalazi se na obalama rijeke Ture, koja se nizvodno ulijeva u rijeku Tobol. 2144 km je istočno od Moskve, na 57°10′N 65°30′E / 57.167°N 65.500°E.
Broj stanovnika: 510.700 (popis 2002.).

## Klima
U Tjumenju vlada kontinentalna klima. Svojstvene su nagle temperaturne promjene. Srednja siječanjska temperatura je -17°C (zabilježeni minimum je bio -49°C). Srednja srpanjska temperatura je +18°C, a maksimalna temperatura ljeti je +38°C.

## Povijest
Tjumenj je bio prvi ruski grad u Sibiru. Osnovan je 1586. na mjestu tatarskog grada Chimgi-Ture (nom. = Chimgi-Tura). Osnovali su ga Kozaci kao tvrđavu za zaštitu od stepskih nomada. Godine 1782. Tjumenj je stekao gradska prava.

## Gospodarstvo
Najvažnije gospodarske grane su brodogradnja, strojogradnja, kemijska industrija, a od prehrambene industrije se ističe proizvodnja mesnih prerađevina. Važno je središte naftne i plinske industrije u Rusiji.

## Prometni položaj
Tjumenj leži na glavnoj trasi Transsibirske pruge. Grad ima svoju riječnu luku i međunarodnu zračnu luku. Sjedište je zrakoplovne tvrtke koja je značajan prijevoznik u ovome dijelu sibirskih prostranstava.

## Poznati Tjumenjani i Tjumenjke
- Irving Berlin, skladatelj
- Galina Kukljeva, biatlonka i olimpijska pobjednica

## Vanjske poveznice
- http://www.tyumen.ru/  Arhivirana inačica izvorne stranice od 21. lipnja 2008. (Wayback Machine)
- http://www.hoteltyumen.ru/  Arhivirana inačica izvorne stranice od 25. listopada 2005. (Wayback Machine)
- http://tyumen.rfn.ru/  Arhivirana inačica izvorne stranice od 24. srpnja 2011. (Wayback Machine)
- http://www.tyumen.net/main.shtml  Arhivirana inačica izvorne stranice od 8. studenoga 2005. (Wayback Machine)
- http://tmnfoto.narod.ru/